# Deichacht Esens-Harlingerland
Die Deichacht Esens-Harlingerland ist ein im Jahr 1963 gegründeter Deichverband mit Sitz in Esens.

## Verbandsgebiet
Der Deichverband ist für ein Gebiet im Nordosten Ostfrieslands zuständig. Das Gebiet, welches alle im Schutz der Hauptdeiche gelegenen Grundstücke bis zu einer Höhe von NN +5,00 m inklusive der innerhalb dieses Gebietes liegenden höheren Bodenerhebungen umfasst, ist circa 40.000 km² groß und erstreckt sich über den Norden des Landkreises Wittmund und den nordöstlichen Teil des Landkreises Aurich.
Die Hauptdeichlinie im Zuständigkeitsbereich der Deichacht Esens-Harlingerland ist 28,3 Kilometer lang. Sie erstreckt sich vom Generalplankilometer 199,0 zwischen Neßmersiel und Dornumersiel bis zum Generalplankilometer 227,3 Kilometer auf der Kreisgrenze zwischen dem Landkreis Wittmund und dem Landkreis Friesland bei Harlesiel.
Neben der Hauptdeichlinie ist der Deichverband noch für eine zweite Deichlinie im Bereich des Münsterpolders westlich von Dornumersiel sowie des Dammspolders und des Westerburger Polders zwischen Dornumersiel und Bensersiel zuständig.
Das Verbandsgebiet der Deichacht Esens-Harlingerland grenzt im Westen an das Verbandsgebiet der Deichacht Norden und im Osten an das Verbandsgebiet des III. Oldenburgischen Deichbands.

## Aufgaben
Der Deichverband hat die Aufgabe, Grundstücke im Verbandsgebiet vor Sturmfluten zu schützen. Dazu unterhält er die im Verbandsgebiet liegenden Deiche.
Für die Pflege der Deiche unterhält die Deichacht Schäfereien.